# Euchirella paulinae
Euchirella paulinae is een eenoogkreeftjessoort uit de familie van de Aetideidae. De wetenschappelijke naam van de soort is voor het eerst geldig gepubliceerd in 1980 door Vaupel Klein.